# Semillac
Semillac település Franciaországban, Charente-Maritime megyében. Lakosainak száma 68 fő (2022. január 1.). Semillac Consac, Saint-Dizant-du-Bois, Saint-Martial-de-Mirambeau és Semoussac községekkel határos.

## Népesség
A település népessége az elmúlt években az alábbi módon változott:
| Lakosok száma | 54   | 63   | 53   | 62   | 68   | 68   | 72   | 74   | 75   | 68   |
|               | 1968 | 1982 | 1990 | 2006 | 2013 | 2015 | 2017 | 2019 | 2020 | 2022 |